# サンクトペテルブルク地下鉄
サンクトペテルブルク地下鉄（サンクトペテルブルクちかてつ、ロシア語: Петербу́ргский метрополите́н）は、ロシア、サンクトペテルブルクの地下鉄である。1955年に開業し、ソビエト連邦時代はレニングラード地下鉄 (Ленингра́дский метрополите́н) と呼ばれていた。サンクトペテルブルク地下鉄は、多くの装飾、視覚芸術で彩られており、世界的にも魅力的で優雅な地下鉄となっている。サンクトペテルブルクの地質的な理由により、サンクトペテルブルク地下鉄は世界で最も深いところを走っており、プラボベレズナヤ線のアドミラルチェイスカヤ駅（Адмиралтейская） 付近で86メートルの深さを走る。毎日およそ250万人の乗客に利用されており、世界で11番目の輸送量となっている。軌間はロシアの鉄道では標準的な1,520mmである。

## 路線
| #     | 路線名                                                        | 開通   | 最新の駅開業年 | 路線長   | 駅数 | 1列車の 車両数 | 平均駅間距離 | 表定速度 | 全線所要時間 | 平均駅深度 |
| ----- | ------------------------------------------------------------- | ------ | -------------- | -------- | ---- | -------------- | ------------ | -------- | ------------ | ---------- |
|       | キーロフスコ-ヴイボルグスカヤ線 (Ки́ровско-Вы́боргская)         | 1955年 | 1978年12月29日 | 29.7 km  | 19   | 8              | 1.6 km       | 39 km/h  | 46分         | 50 m       |
|       | モスコフスコ-ペトログラーツカヤ線 (Моско́вско-Петрогра́дская)   | 1961年 | 2006年12月22日 | 30.1 km  | 18   | 6              | 1.8 km       | 39 km/h  | 46分         | 45 m       |
|       | ネフスコ-ヴァシレオストロフスカヤ線 (Не́вско-Василеостро́вская) | 1967年 | 2018年5月26日  | 27.6 km  | 12   | 6              | 2.6 km       | 42 km/h  | 40分         | 50 m       |
|       | プラボベレズナヤ線 (Правобере́жная)                            | 1985年 | 2024年12月27日 | 14.8 km  | 9    | 7              | 1.6 km       | 42 km/h  | 19分         | 62 m       |
|       | フルンツェンスコ-プリモルスカヤ線 (Фру́нзенско-Примо́рская)     | 2008年 | 2019年10月3日  | 26.2 km  | 15   | 8              | 1.9 km       | 43 km/h  | 42分         | 57 m       |
| 合計: | 合計:                                                         | 合計:  | 合計:          | 124.8 km | 72   |                |              |          |              |            |
| 平均: | 平均:                                                         | 平均:  | 平均:          | 25.0 km  |      |                | 1.9 km       | 41 km/h  | 38 min       | 53 m       |

駅数に関しては、乗換駅についてそれぞれの路線で重複カウントしている。プラボベレズナヤ線の一部は2008年に分割され、新規に開業した区間と合わせフルンツェンスコ-プリモルスカヤ線となった。

## 駅

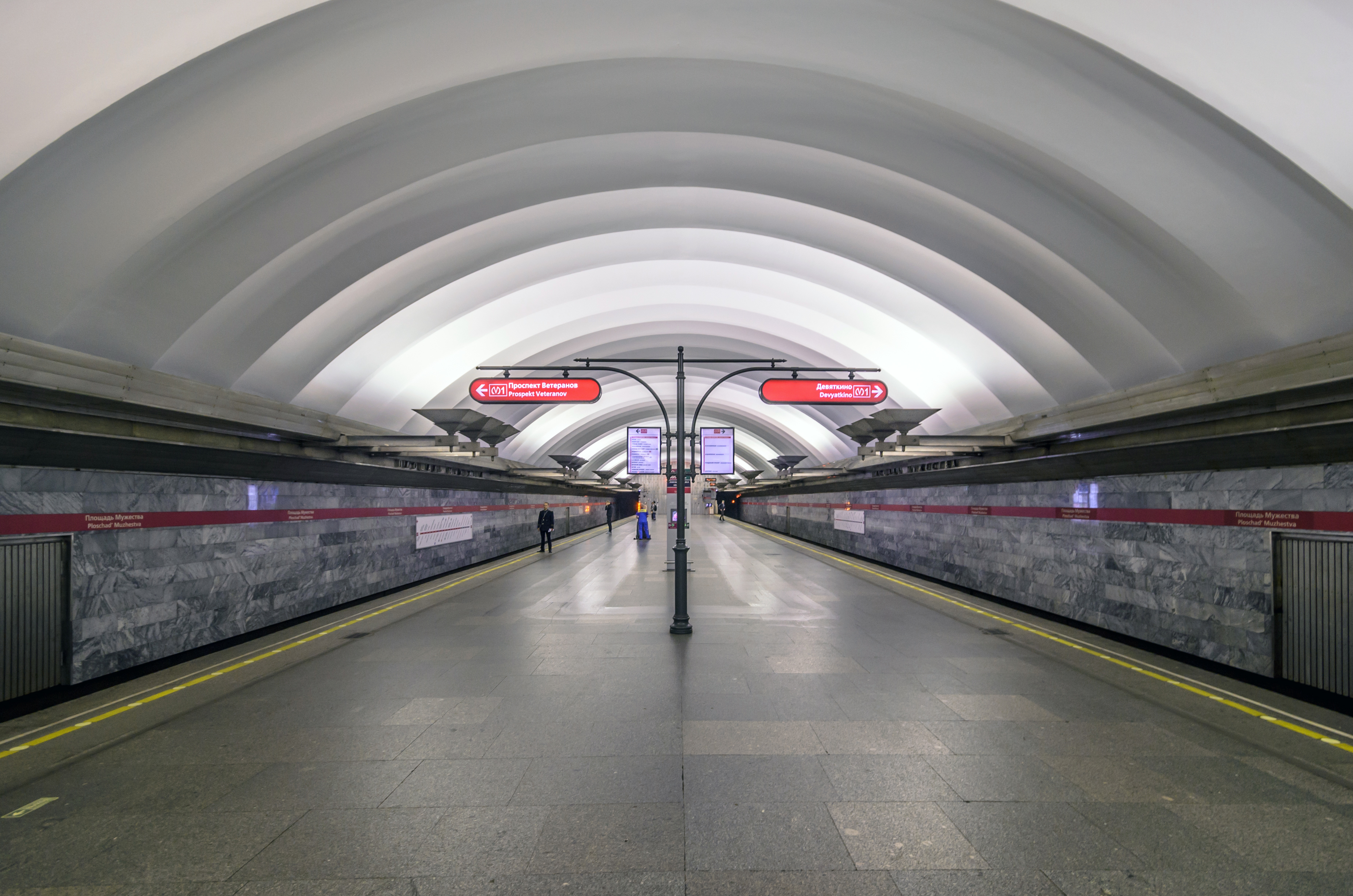
プロシャド・ムズェストヴァ駅 (Пло́щадь Му́жества) におけるシングル・ボールト設計の例

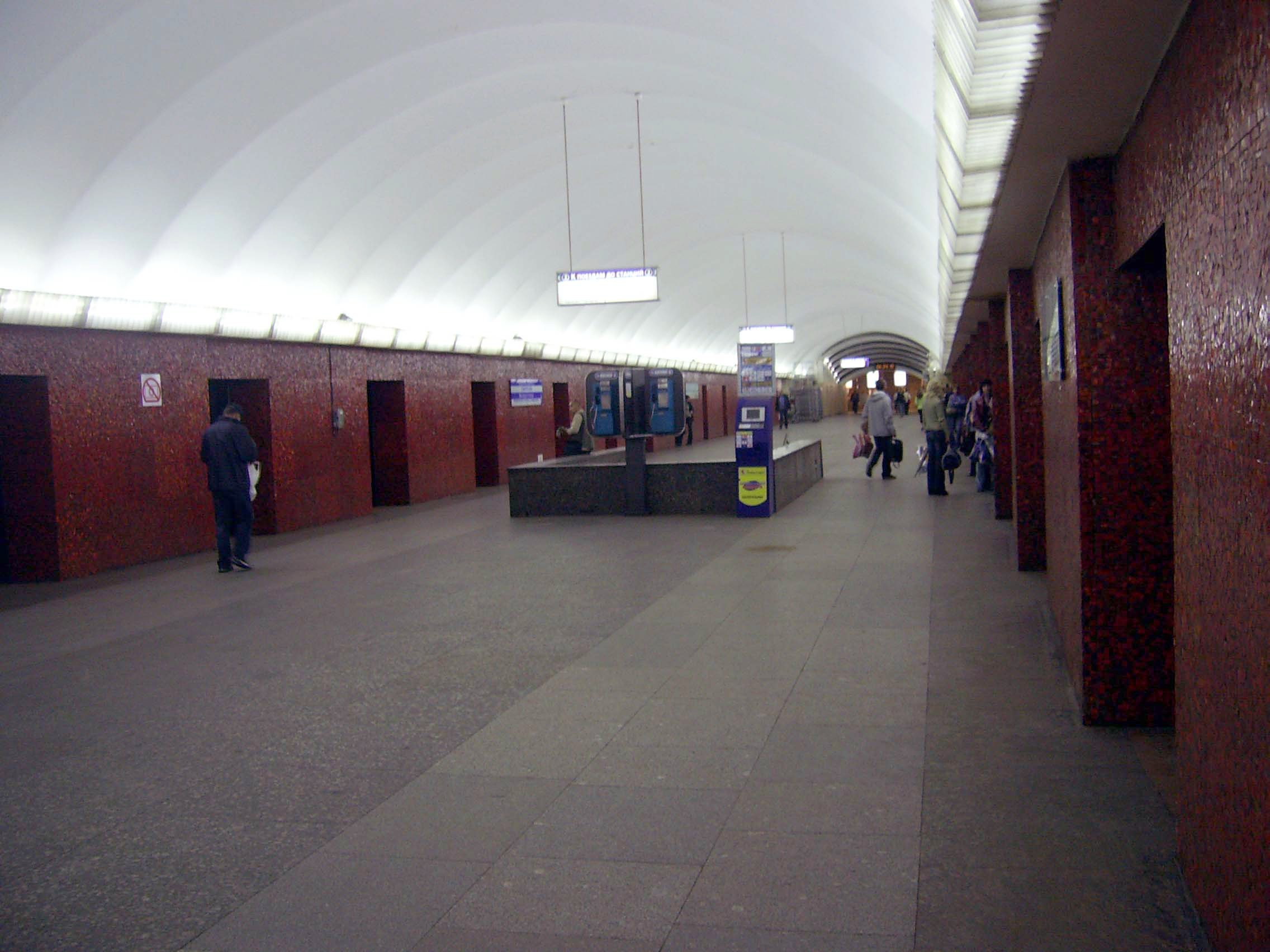
マヤコフスカヤ駅 (Маяко́вская) に見られるホライズンタル・リフト設計

サンクトペテルブルク地下鉄はいくつかの点で、旧ソ連の中でも他と比べて特徴的なところがある。都市の中心部において全ての駅が非常に深い位置に建設されているのは、他の都市にも見られることである。これは、障害物を避けるためだけではなく、冷戦の脅威のために防空壕を兼ねて建設されたためであり、多くの古い駅では耐爆ドアや空気フィルタの備えがされていた。しかしながら、そのように建設された都市でも多くの場合、郊外の住宅地域に路線が近づくと次第に浅くなり、時には地上を走ることすらある。ところがサンクトペテルブルクではそうなっていない。複雑な地質のために、全60駅のうち53駅が深い場所にある。駅の設計と構造はいくつかの段階がある。当初の駅はパイロンタイプ (Pylon station) で、地下の空間が3つのドーム状のホールに分割されており、そのドームを支える柱（パイロン）の間を通り抜けて各ホールの間を移動できるようになっている構造である。この形式は13駅ある。同じように多くあるのはコラムタイプ (Deep column station) の駅で、こちらでは3つのホールの間の柱がずっと細くなって通り抜けやすくなっている。この形式は14駅ある。
初期にはスターリン様式で優美に装飾されていたが、1958年になるとニキータ・フルシチョフが余分な装飾を廃したため、鮮やかな装飾から単純なテーマへと制約された。この頃、ホライズンタル・リフト (horizontal lift) と呼ばれる新しい設計が登場して広まり、10駅がこの設計で建設された。ホライズンタル・リフトはホームドアを持った駅の設計の一種で、サンクトペテルブルク以外では見ることができないものである。しかしながら、この設計は旅客に不人気で、技術的な問題もあったため、1972年以降の駅では用いられていない。1970年代中頃からは、地域の技術者によりシングルボールト設計 (Single-vault station) が開発され、サンクトペテルブルクだけでなく他の都市においても人気を博した。サンクトペテルブルクでは最も普及した形式で、16駅がこの構造である。

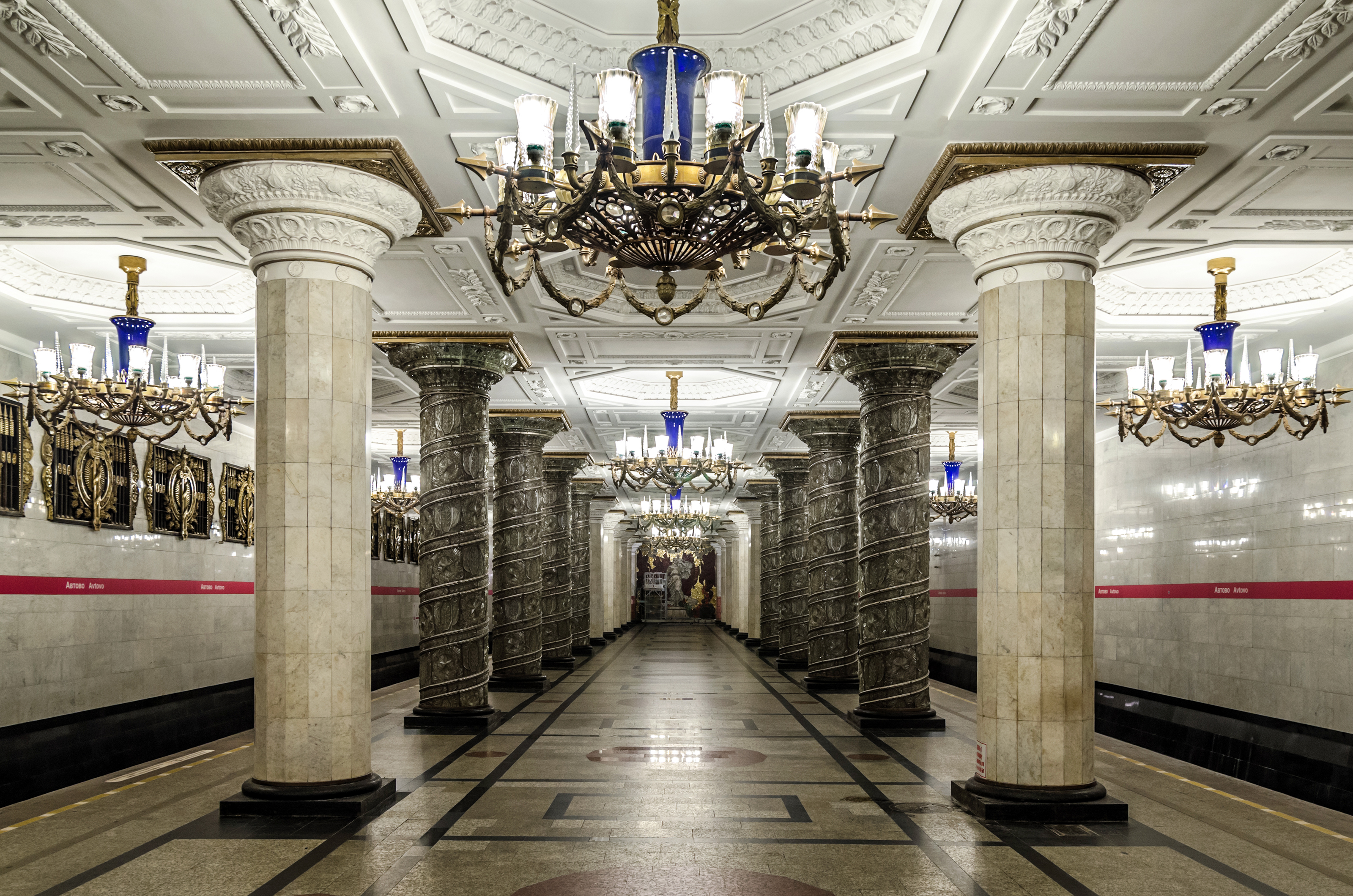
アヴトヴォ駅 (А́втово)

他の駅はサンクトペテルブルクのほとんど端に位置しており、デヴヤツキノ駅 (Девя́ткино) についてはレニングラード州に属している。このためネヴァ川の三角州が形成した複雑な地質から遠く離れて位置している。市の南西側の地区には3つのシャローコラムタイプ (Shallow column station) の駅があり、全て1号線キーロフスコ-ヴイボルグスカヤ線に属している。このうち、アヴトヴォ駅 (А́втово) は世界的に見ても非常に美しい駅で、1955年に最初の開通区間の一部として開業した。また、2018年に他の2駅は1970年代後半に建設され、典型的なモスクワ様式の設計である。これに加えて、地上に存在する駅が4つあり、全て終点の駅で、全てがその路線の車両基地の手前にある。北の厳しい気候のため、そうした駅であっても全ての施設が構造物で覆われた中にある。また、2018年に延伸された3号線ネフスコ-ヴァシレオストロフスカヤ線の2駅もシャローコラムタイプで作られた。
サンクトペテルブルク地下鉄の駅名は、モスクワなどロシア各地の地下鉄駅名と同様に「-スカヤ」(-ская) で終わるものが多いが、これはロシア語の「駅」を表す単語には、ターミナル駅を表す вокза́л（ヴァグザール・子音で終わる単語のため男性名詞）と通常の駅を表す ста́нция（スタンツィヤ・ а または я で終わる単語のため女性名詞）があり、地下鉄駅のような通常規模の駅は ста́нция が使われるため、女性名詞を修飾する形容詞に -ская が付くためである。

## 歴史

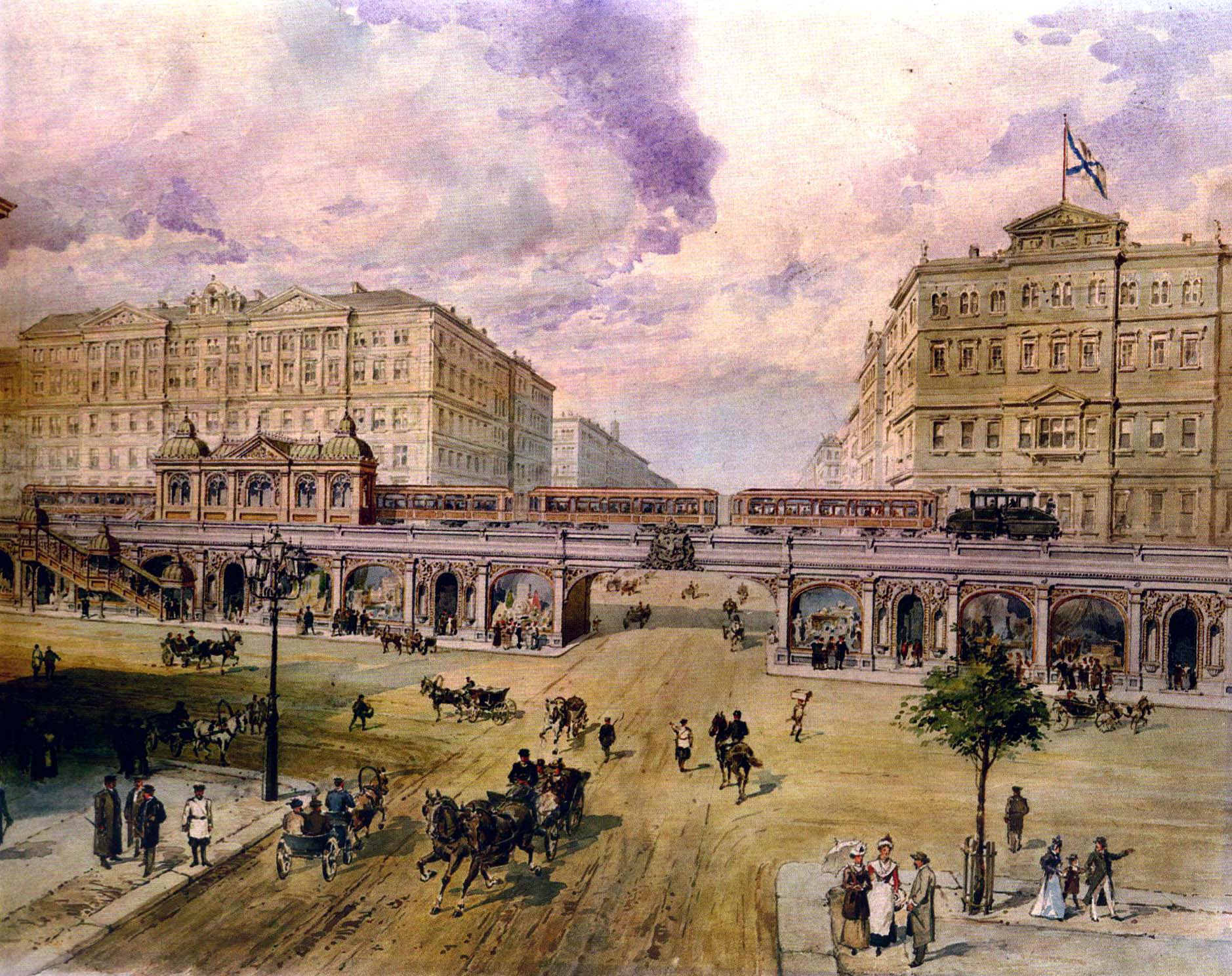
バリンスキーによるサンクトペテルブルクの高架鉄道計画（1900年代初頭）

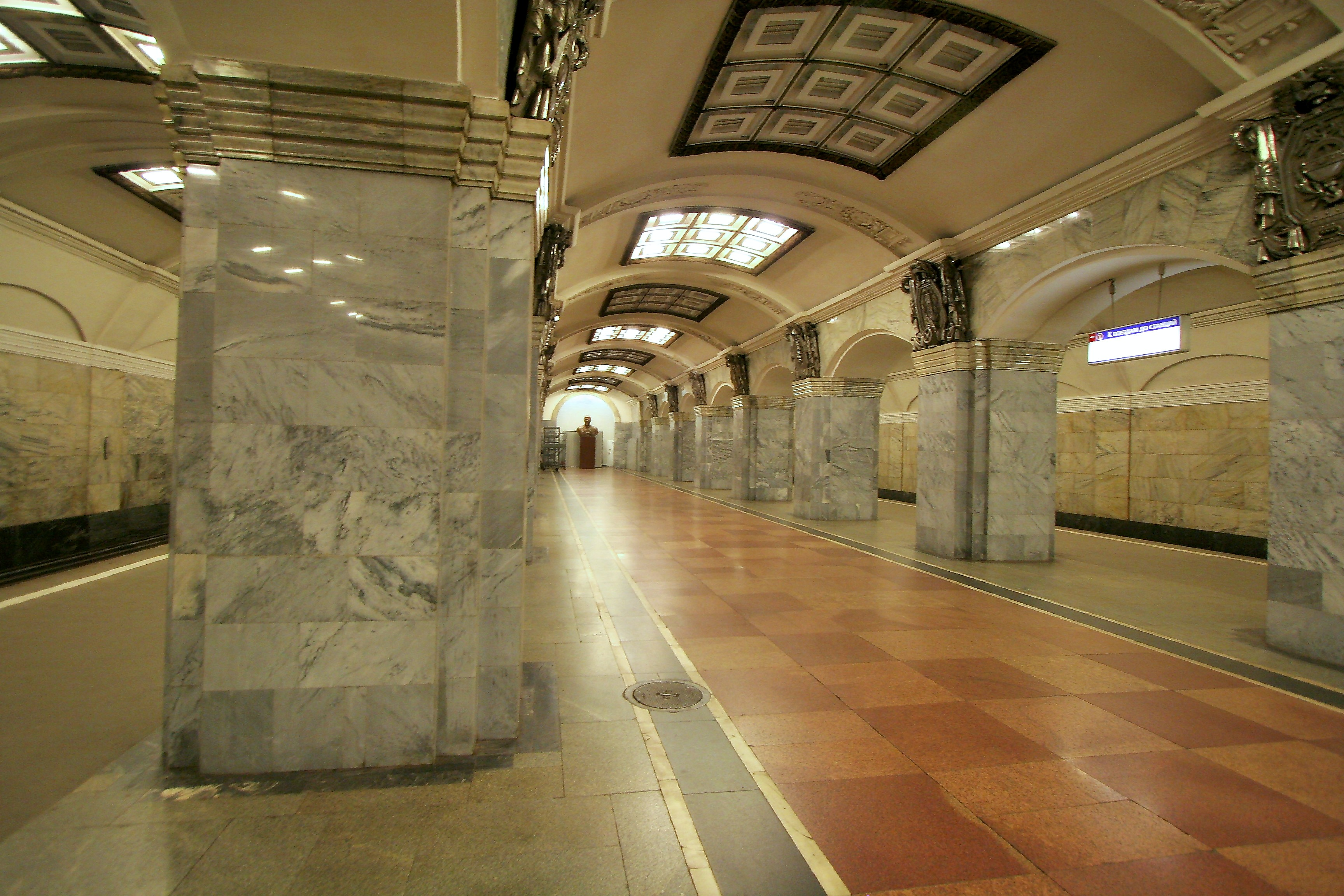
キーロフスキー・ザヴォド駅 (Ки́ровский заво́д)

サンクトペテルブルクにおける都市内高速交通機関に関する最初の計画は少なくとも1899年には存在しており、それは高架式の鉄道を中心としていた。しかしながら、ロシア革命とロシア内戦を経て首都はモスクワに移り、計画は10年以上持ち出されることはなかった。1935年のモスクワ地下鉄の開通を受けて、1930年代後半に計画は再浮上した。モスクワと同様に、サンクトペテルブルクにおける地下構造物の掘削は地下水と地下の空洞のために一般的に難しいことが判明した。
現代の地下鉄網の歴史は、主要な鉄道のターミナル駅全てを結ぶ路線の建設が始まった1940年に始まる。第二次世界大戦により計画は遅延して、この路線は1955年11月15日に開通した。当初の区間には7駅があり、さらに数ヵ月後に8番目のプーシキンスカヤ駅 (Пу́шкинская) も開業した。これらはキーロフスコ-ヴイボルグスカヤ線の一部となり、当初は市中心部のモスクワ駅（サンクトペテルブルクにあるモスクワとの列車が発着する駅）と市の南西部にあるキーロフスキー工業地帯を結んでいた。引き続き北へ拡張が行われ、ネヴァ川を1958年にくぐり、さらに新しい住宅開発の行われていた北部へ連絡するために、1970年代半ばにヴイボルグスキー地区まで建設された。1978年には市の境界を超えてレニングラード州まで延びた。
2番目の南北路線であるモスコフスコ-ペトログラーツカヤ線の建設は、最初の路線の開通後すぐに始められ、テフノロギチェスキー・インスティトゥト駅 (Технологи́ческий институ́т) とパルク・ポベドゥイ駅 (Па́рк Побе́ды)の区間はその5年後の1960年に開通した。さらに1963年にゴリコフスカヤ駅 (Го́рьковская) まで北へ延びて、この時にテフノロギチェスキー・インスティトゥト駅がソ連で最初の対面乗り換えができる駅となった。モスコフスコ-ペトログラーツカヤ線は引き続き、1970年と1972年には南へ、1982年と1988年には北へと延長された。パルナス駅 (Парна́с) までの最後の北への延長は、何度も遅れを経て2006年に開通した。

5号線開通前の路線図。4号線のザドーヴァヤ駅よりも北は現在は5号線となっている

3番目のネフスコ-ヴァシレオストロフスカヤ線は1967年に最初の区間が開通し、これに続いて1970年、1979年、1981年、1984年と数回の延伸により、ヴァシリエフスキー島 (Васи́льевский о́стров) と市の中心部、南東部のネヴァ川左岸にある工業地帯が結ばれた。2018年には2018 FIFAワールドカップロシア大会のサンクトペテルブルクにおける会場であるサンクトペテルブルク・スタジアムへの足として北方に延伸された。
4番目のプラボベレズナヤ線は、1985年にまず市街中心部よりも先にネヴァ川右岸の新しい住宅地で最初の区間が開通し、続いて1991年に市街中心部へ到達し、1990年代後半の北西部への延長が行われた。
サンクトペテルブルクの厳しい地質はしばしば地下鉄建設工事を妨げた。最悪の例はキーロフスコ-ヴイボルグスカヤ線で起きたものである。1970年代の路線建設工事中に、トンネル工事がネヴァ川の地下にある空洞に遭遇した。技術者は何とかトンネルを完成させることができたが、後に1995年にこの区間のトンネルは閉鎖せざるを得なくなり、レスナヤ駅 (Лесна́я) - プロシャチ・ムジェストヴァ駅 (Пло́щадь Му́жества) の区間は浸水した。9年以上にわたり、この路線の以北の区間は地下鉄網の他の区間から物理的に分割されていた。新しいトンネルが建設されて、2004年6月に通常運行に復旧した。
プラボベレズナヤ線は一部が2008年中に分割され、新しい5番目のフルンツェンスコ-プリモルスカヤ線 (Фру́нзенско-Примо́рская) の北部プリモルスキー地区となった。フルンツェンスコ-プリモルスカヤ線として新規に建設された南部フルンツェンスキー地区と一緒に開通している。

## 運行
サンクトペテルブルク地下鉄は、かつての鉄道省から民営化され、市営企業であるサンクトペテルブルクスキー・メトロポリテン (Са́нкт-Петербу́ргский метрополите́н) により運営されている。この会社は、1990年代初頭の市名変更と同時にレニングラツキー・メトロポリテン・イメニ・V（ヴェ）・I（イ）・レニーナ (Ленингра́дский метрополите́н и́мени В. И. Ле́нина) から改称された。会社は、駅員・保線・列車の運転・保守などで数千人の従業員を雇っている。
サンクトペテルブルク地下鉄は、サンクトペテルブルク市と旅客運賃、駅と列車内の広告から資金を得ている。地下鉄の建設工事は、地下鉄本体と交通省から直接出資された子会社のレンメトロストロイ社 (Ленметростро́й) により行われている。

## 車両
地下鉄の車両は、5つの車両基地で188編成1,403両が在籍している。車両のほとんどは81-717/714形式で、これは旧ソ連の全ての都市でとても一般的なものである。これに加えて、キーロフスコ-ヴイボルグスカヤ線にはより古いE型、Em型が使用されており、また新型の81-540/541形式がプラボベレズナヤ線で使用されている。

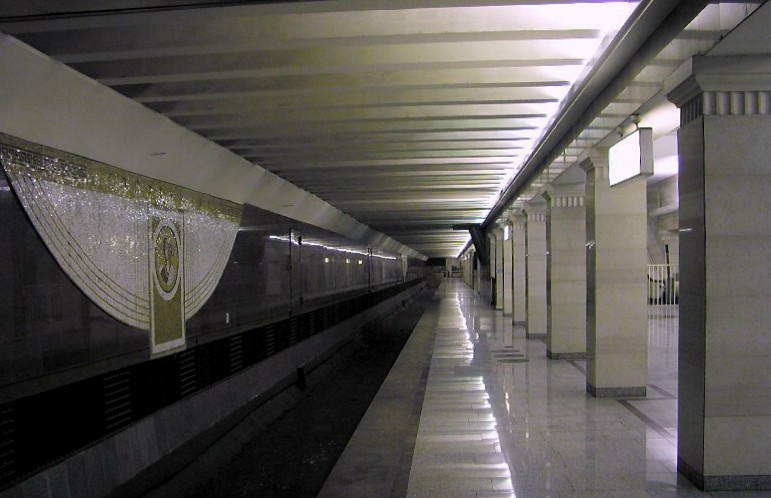
古代ギリシャ様式のスポルティヴナヤ駅 (Спорти́вная)

## 保安

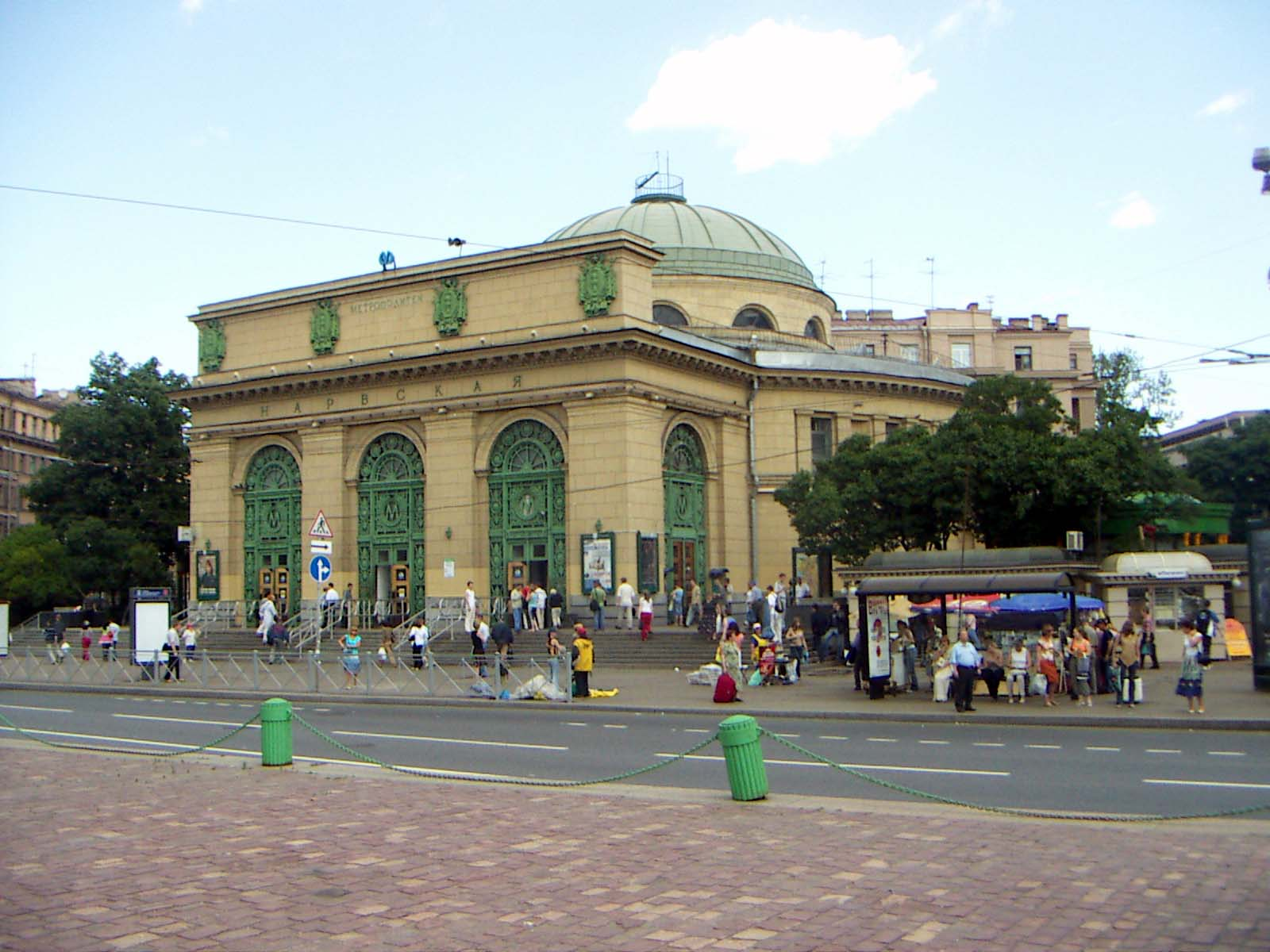
多くの駅には大きな地上出入口がある、ナルヴスカヤ駅 (На́рвская) の例

地下鉄網はもともと核攻撃に備えたシェルターとして機能するように建設されたため、他の多くの高速交通システムの水準を超えた保安対策がある。すべての駅に近年のテロ攻撃の脅威に備えて監視カメラが備えられている。2009年夏まで、地下鉄の駅における写真や動画の撮影には、書面での許可が必要とされていた。しかしアマチュアカメラマンからの法的措置があったため、2009年8月24日からフラッシュを用いない撮影は、許可なしに行えるようになった。

## 将来計画

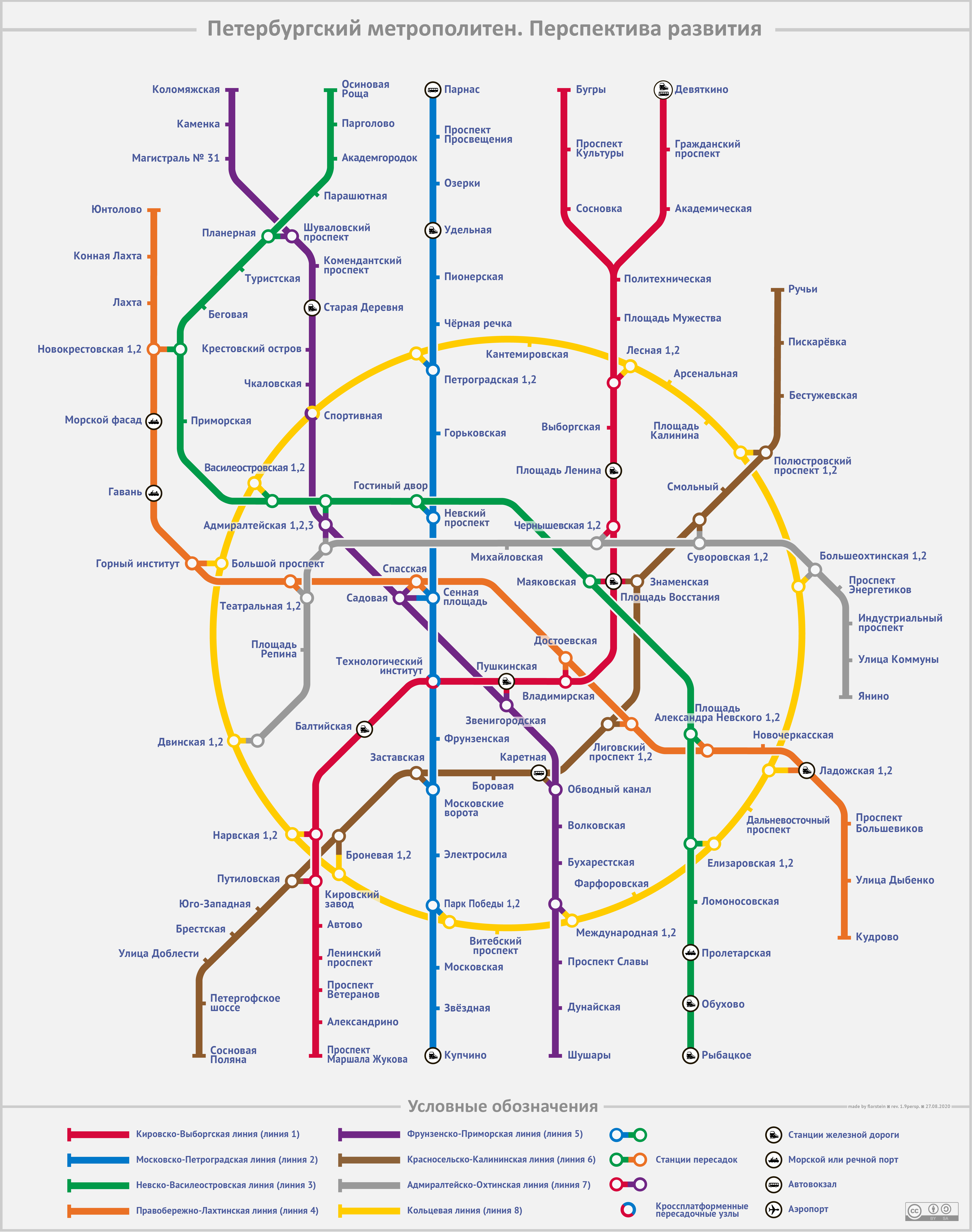
将来の路線図

サンクトペテルブルク地下鉄には、21世紀前半における大規模拡張計画が存在する。環状線が続けて建設されて2025年までに完成する予定である。またフルンツェンスコ-プリモルスカヤ線に路線の一部を分割したプラボベレズナヤ線の残りの区間は、フィンランド湾をくぐって北西部へ延長されることになっている。他にも2本の放射状路線が市中心部を通る予定である。現在の計画では、2050年までに地下鉄網の総延長は2倍になる予定で、この建設により、1990年代の経済的な問題により10年以上にわたって凍結されてきた計画が完成する。
同時に、エスカレーターの更新や照明の改善など、駅を更新する短期計画もいくつかある。